# Ledrada (kommunhuvudort)
Ledrada är en kommunhuvudort i Spanien.   Den ligger i provinsen Provincia de Salamanca och regionen Kastilien och Leon, i den centrala delen av landet, 170 km väster om huvudstaden Madrid. Ledrada ligger 886 meter över havet och antalet invånare är 570.
Terrängen runt Ledrada är kuperad åt sydost, men åt nordväst är den platt. Runt Ledrada är det glesbefolkat, med 12 invånare per kvadratkilometer. Närmaste större samhälle är Béjar, 9,8 km söder om Ledrada. Trakten runt Ledrada består i huvudsak av gräsmarker.